# 素直なまま
「素直なまま」（すなおなまま）は、中島美嘉の楽曲。中島の22枚目のシングルとして2007年3月14日にソニー・ミュージックアソシエイテッドレコーズから発売された。
前作から3週間という短い間隔でリリース。4thアルバム『YES』と同時発売された。
表題曲『素顔なまま』は、NTTドコモ「春のキャンペーン『桜の約束』篇」CMソング。作詞・作曲はケツメイシのボーカル・RYOJIが手掛けている。
カップリング曲は、2006年11月22日に発売された島健のコラボレーション・ジャズアルバム『Shimaken Super Sessions』に収録された楽曲。ロン・カーターがベーシストとして参加。

## 収録曲
1. 「素直なまま」 – 5:25
  - 作詞・作曲: RYOJI、編曲: YANAGIMAN
2. 「FEVER」 – 4:27
  - 作詞・作曲: John Davenport, Eddie Cooley、編曲: 島健
3. 「素直なまま」 (SUGIURUMN REMIX) – 8:20
  - 編曲: SUGIURUMN
4. 「素直なまま」 (Instrumental)

## 収録アルバム
- YES (#3)
- TEARS (#10)